# Juan José Lobato
Pour les articles homonymes, voir Lobato.
Lobato  del Valle est un nom espagnol. Le premier nom de famille, en général paternel, est Lobato ; le second, en général maternel, souvent omis, est del Valle.
Juan José Lobato del Valle, né le 30 décembre 1988, à Trebujena en Espagne, est un coureur cycliste espagnol.

## Biographie

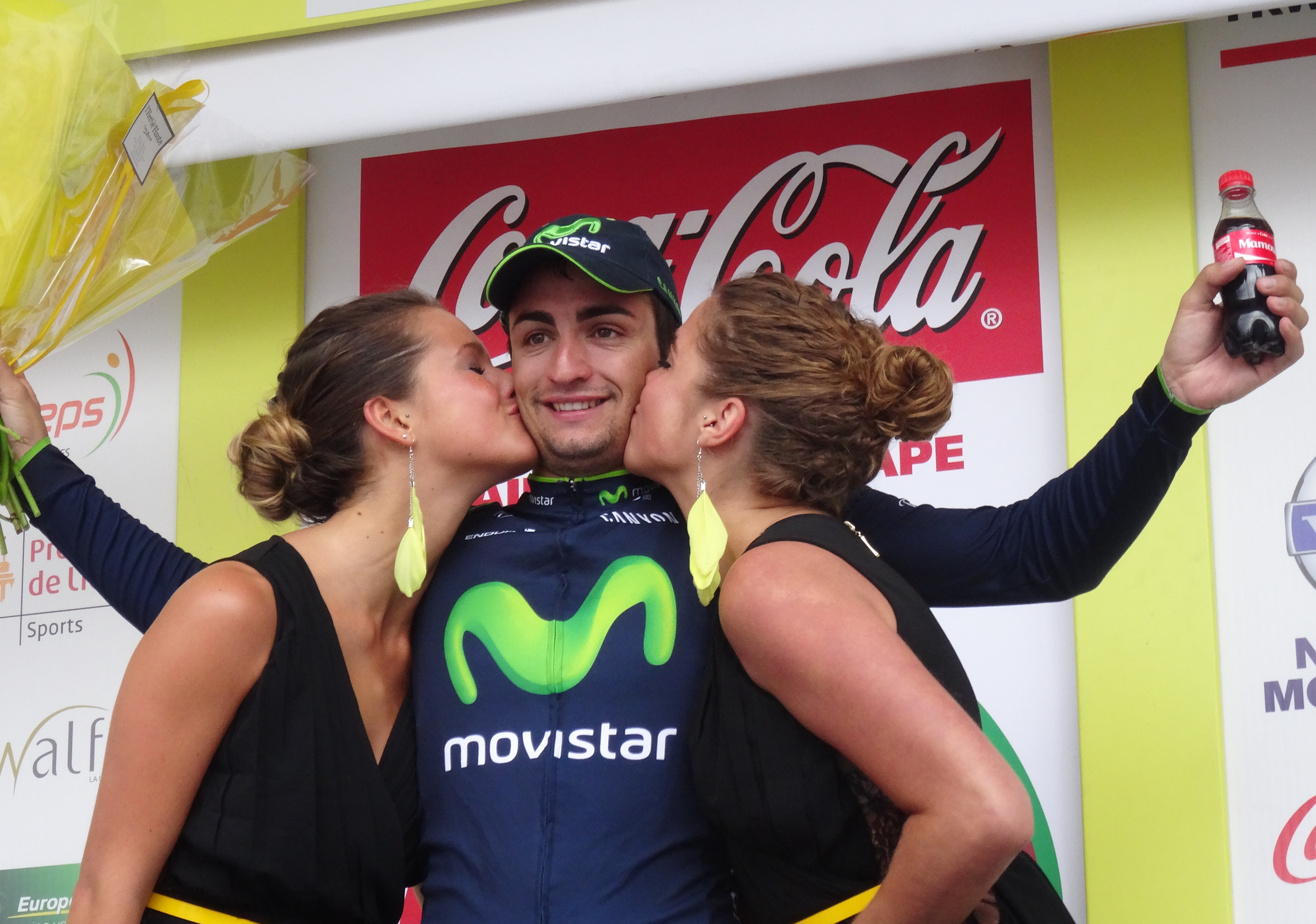
Juan José Lobato, vainqueur de la 3e étape du Tour de Wallonie 2014.

Juan José Lobato naît le 30 décembre 1988 à Trebujena en Espagne.
En catégorie junior, Juan José Lobato évolue en 2006 dans l'équipe Huevar-Aljarafe. Il remporte le championnat d'Espagne sur route et termine la saison à la première place du classement junior de la fédération espagnole.
Spécialisé comme sprinteur, il passe en 2007 dans l'équipe des moins de 23 ans Würth. La saison suivante, il évolue dans l'équipe Cantabria Infinita où il gagne notamment en 2008, la Clásica Ciudad de Torredonjimeno, une épreuve de la Coupe d'Espagne de cyclisme avant d'arriver en 2009 dans l'équipe Cueva El Soplao. En 2010, il court dans l'équipe Andalucía-Cajasur amateur, réserve de la formation Andalucía-Cajasur.
En cours de saison, il passe professionnel dans celle-ci en tant que stagiaire. Sa première course professionnelle est le Circuit de Getxo. Il enchaine avec le Tour du Portugal où il finit 3e lors des 3e et 8e étapes, . À la fin de l'année, il finit 9e au championnat du monde de cyclisme espoirs. En 2011, il gagne le Circuit de Getxo. En 2012, il remporte les deuxième et dixième étapes du Tour du Chili.
Il s'engage pour 2013 avec la formation Euskaltel Euskadi. Il participe au Tour de France où il est plusieurs fois classés parmi les dix premiers d'étapes. Au cours de la 1re étape, il passe en tête au sommet du seul Grand Prix de la montagne du jour et devient le premier maillot à pois de ce Tour de France. Il remporte ensuite le Circuit de Getxo.
L'équipe Euskaltel Euskadi disparaît en fin d'année. Juan José Lobato est recruté pour l'année 2014 par l'équipe Movistar. Après avoir commencé la saison au Tour Down Under, il dispute le Tour de Dubaï, où il est quatrième et deuxième d'étapes gagnées au sprint par Marcel Kittel. En mars, il est deuxième de la Clásica de Almería, quatrième du Grand Prix Nobili Rubinetterie, et quatrième de Milan-San Remo, derrière Alexander Kristoff, Fabian Cancellara et Ben Swift. Il dispute ensuite les classiques flandriennes et termine notamment 21e de Gand-Wevelgem. Au Circuit de la Sarthe, il est deuxième et troisième d'étapes. Il est à nouveau deuxième d'étape au Tour de Suisse, battu par Mark Cavendish, et au Tour d'Autriche, battu par Oscar Gatto. Lors du Tour de Wallonie, il remporte la troisième étape et termine deuxième au classement final général. En août, il gagne la première étape du Tour de Burgos et est pendant deux jours leader du classement général de cette course, que remporte son coéquipier Nairo Quintana. Deux semaines plus tard, il prend la huitième place de la Vattenfall Cyclassics. Avec deux victoires, sept deuxièmes place et la quatrième place à San Remo, le manager de Movistar, Eusebio Unzue se dit très satisfait de la première saison de Lobato dans l'équipe et le juge capable d'obtenir une victoire importante à l'avenir.
Il commence sa saison 2015 en Australie. Il prend la deuxième place derrière Marcel Kittel de la People's Choice Classic, un critérium disputé en préambule du Tour Down Under. Quelques jours après, Juan José Lobato décroche au sprint son premier succès World Tour lors de la 2e étape du Tour Down Under. Il prend part ensuite au Dubaï Tour, où il est trois fois dans les cinq premiers, sans victoire d'étape. Il termine troisième du classement général. Quelques jours après, il termine à nouveau deuxième de la Clásica de Almería, devancé seulement par Mark Cavendish. Lors du Tour d'Andalousie il remporte deux étapes en devançant nettement, John Degenkolb. Pour préparer Milan-Sanremo, il participe au GP Nobili. Faisant office de favori, il termine au pied du podium. Lors de Milan-Sanremo, il finit en 85e position, à cinq minutes du vainqueur John Degenkolb. Participant aux classiques flandriennes, il ne termine que Gand-Wevelgem, à la treizième place. Durant le Tour d'Italie, il ne peut prendre part aux sprints lors des deuxième et treizième étapes à cause de chutes. Lors de la sixième étape, très mal placé, il commence son sprint à 500 m de la ligne. À 100 m il est en tête mais il finit quatorzième de l'étape. Le final de la septième étape finissant en faux plat montant lui est favorable. Une nouvelle fois très mal placé en abordant la dernière ligne droite, il remonte une trentaine de coureurs et est à nouveau en tête à quelques mètres de la ligne mais termine finalement dans la roue de l'italien Diego Ulissi. Lors de la onzième étape, il remporte le sprint du peloton pour la dixième place. Il prend une septième place lors de la dix-septième étape. Il subit une chute lors de la dix-huitième étape. Atteint d'une fracture de la clavicule gauche, il doit abandonner. Lobato est sélectionné pour la course en ligne des championnats du monde de Richmond. Les deux chefs de file espagnols sont Alejandro Valverde et Joaquim Rodríguez.
Son année 2016 est plus décevante que la précédente. Toutefois il remporte la troisième étape du Dubaï Tour à Hatta Dam avec ses passages à 17 %, une arrivée où il avait terminé 3e en 2015 derrière John Degenkolb et son coéquipier Alejandro Valverde. Il termine ce tour à la troisième place du classement général. En avril il remporte au sprint la troisième étape du Circuit de la Sarthe et termine à la troisième place au général. 1 mois plus tard, il remporte le Tour de la communauté de Madrid après avoir remporté la première étape. Après de nombreux abandons sur les courses auxquelles il participe, il termine 4e du Tour du Piémont. En août, il signe un contrat de deux ans avec la formation Lotto NL-Jumbo et en octobre il est sélectionné pour les championnats du monde à Doha qu'il abandonne.
En 2017, il est présélectionné pour participer aux championnats d'Europe de cyclisme sur route. En décembre, lors d'un stage de pré saison, il est licencié par son équipe Lotto NL-Jumbo pour possession de somnifères non fournis par l'équipe, ce qui est une violation des règles internes de l'équipe. Pour le même motif, les Néerlandais Pascal Eenkhoorn et Antwan Tolhoek sont suspendus 2 mois.
En août 2018, il termine 49e du championnat d'Europe sur route à Glasgow.
En 2020, il est sélectionné pour représenter son pays aux championnats d'Europe de cyclisme sur route organisés à Plouay dans le Morbihan. Il abandonne lors de la course en ligne.
Lobato arrête sa carrière à l'issue de la saison 2023.

## Palmarès, résultats et classements mondiaux sur route

### Palmarès amateur
| - 2006 - Champion d'Espagne sur route juniors - 2007 - Gran Premio San José - Mémorial Etxaniz - 3e du Pentekostes Saria - 2008 - Clásica Ciudad de Torredonjimeno - 3e étape du Tour de la communauté de Madrid espoirs - 2009 - Gran Premio San José - 3e étape du Tour de Cantabrie - 3e de la Clásica Al Alto Guadalquivir | - 2010 - 1re étape du Tour de Valladolid - Clásica Al Alto Guadalquivir - 2e de la Cursa Ciliclista de Llobregat - 6e du championnat d'Europe sur route espoirs - 9e du championnat du monde sur route espoirs |  |

### Palmarès professionnel
| - 2011 - Circuit de Getxo - 2012 - 2e et 10e étapes du Tour du Chili - 5e étape du Tour du lac Qinghai - 2013 - Circuit de Getxo - 2e étape du Tour de Castille-et-León - 2014 - 3e étape du Tour de Wallonie - 1re étape du Tour de Burgos - 2e de la Clásica de Almería - 3e du Tour de Wallonie - 4e de Milan-San Remo - 8e de la Vattenfall Cyclassics - 2015 - 2e étape du Tour Down Under - 2e et 5e étapes du Tour d'Andalousie - 2e de la People's Choice Classic - 2e de la Clásica de Almería - 2e du Circuit de Getxo - 3e du Dubaï Tour | - 2016 - 3e étape du Dubaï Tour - 5e étape du Circuit de la Sarthe - Tour de la communauté de Madrid : - Classement général - 1re étape - 3e du Dubaï Tour - 3e du Circuit de la Sarthe - 2017 - 1re étape du Tour de l'Ain - 2e du Japan Cup Criterium - 2018 - Coppa Sabatini - 10e de Eschborn-Francfort - 2021 - 1re étape du Tour de l'Alentejo - 2022 - 5e étape du Tour de l'Alentejo |  |

### Résultats sur les grands tours

#### Tour de France
1 participation
- 2013 : 165e

#### Tour d'Italie
2 participations
- 2015 : abandon (18e étape)
- 2019 : 134e

#### Tour d'Espagne
4 participations
- 2011 : abandon (11e étape)
- 2012 : 174e
- 2017 : 114e
- 2021 : 136e

### Classements mondiaux
| Année            | 2010 | 2011 | 2012 | 2013 | 2014 | 2015 | 2016 | 2017 |
| ---------------- | ---- | ---- | ---- | ---- | ---- | ---- | ---- | ---- |
| UCI World Tour   |      |      |      | 182e | 69e  | 136e | nc   | 124e |
| UCI Africa Tour  |      |      | 92e  |      |      |      |      |      |
| UCI America Tour |      |      | 169e |      |      |      |      |      |
| UCI Europe Tour  | 491e | 123e | 602e |      |      |      | 77e  | 721e |
| UCI Asia Tour    |      |      |      |      |      |      | 49e  |      |
| UCI Oceania Tour | 48e  |      |      |      |      |      |      |      |

## Palmarès sur piste
- 2005
  - 2e du championnat d'Espagne du keirin juniors
  - 3e du championnat d'Espagne du scratch juniors
- 2020
  -  Champion d'Espagne d'omnium